# Campeonato Asiático de Judo de 1985

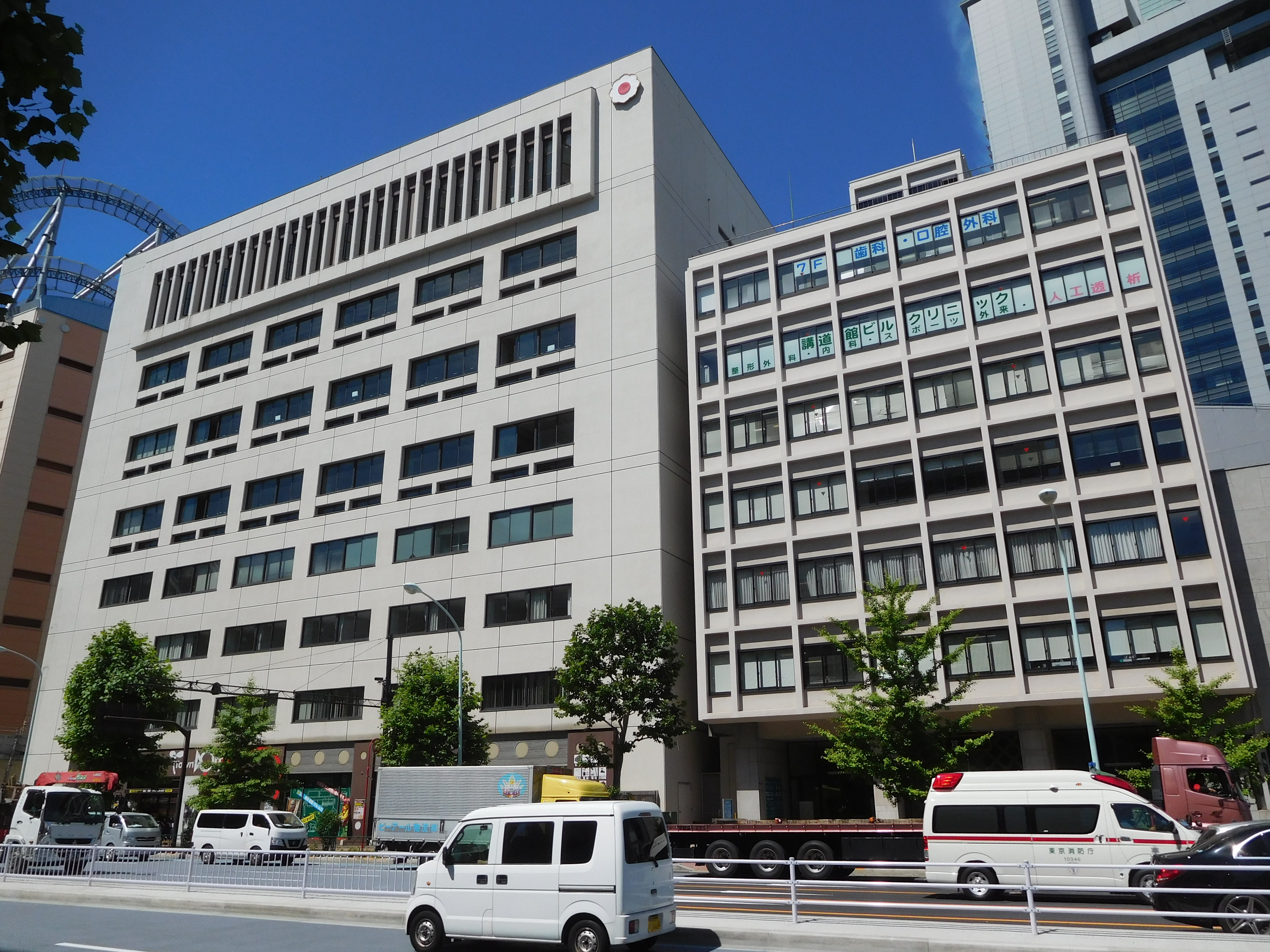
La sede de el Torneo de Judo de 1985

El VI Campeonato Asiático de Judo se celebró en Tokio (Japón) en 1985 bajo la organización de la Unión Asiática de Judo.
En total se disputaron ocho pruebas diferentes, todas ellas en la categoría femenina.

## Resultados

### Femenino
| Evento            | Oro                   | Plata                 | Bronce                                |
| ----------------- | --------------------- | --------------------- | ------------------------------------- |
| –48 kg            | Li Aiyue China        | Hitomi Nakahara Japón | Hou China Taipéi Kwong Hong Kong      |
| –52 kg            | Kaori Yamaguchi Japón | Ding China Taipéi     | Lo Hong Kong Zang China               |
| –56 kg            | Li Zhongyun China     | Ching China Taipéi    | Satsuki Watabe Japón Thant Birmania   |
| –61 kg            | Kaori Hachinohe Japón | Cheng China Taipéi    | Li Corea del Sur Wang China           |
| –66 kg            | Hikari Sasaki Japón   | Liu China             | Kang Corea del Sur Huang China Taipéi |
| –72 kg            | Kotomi Kurokawa Japón | Shi China             | Yang China Taipéi Byun Corea del Sur  |
| +72 kg            | Gao Fenglian China    | Yoko Sakaue Japón     | Ling China Taipéi Kandi Indonesia     |
| Categoría abierta | Gao Fenglian China    | You China Taipéi      | Yoko Sakaue Japón O Corea del Sur     |

## Medallero
| Núm. | País          | Oro | Plata | Bronce | Total |
| ---- | ------------- | --- | ----- | ------ | ----- |
| 1    | China         | 4   | 2     | 2      | 8     |
| 1    | Japón         | 4   | 2     | 2      | 8     |
| 3    | China Taipéi  | 0   | 4     | 4      | 8     |
| 4    | Corea del Sur | 0   | 0     | 4      | 4     |
| 5    | Hong Kong     | 0   | 0     | 2      | 2     |
| 6    | Birmania      | 0   | 0     | 1      | 1     |
| 6    | Indonesia     | 0   | 0     | 1      | 1     |
|      | TOTAL         | 8   | 8     | 16     | 32    |